# Старо Момчилово
Старо Момчилово је насеље у Србији у општини Житорађа у Топличком округу. Према попису из 2022. било је 74 становника (према попису из 1991. било је 329 становника).

## Демографија
У насељу Старо Момчилово живи 204 пунолетна становника, а просечна старост становништва износи 60,2 година (60,5 код мушкараца и 59,8 код жена). У насељу има 43 домаћинстава, а просечан број чланова по домаћинству је 1,72.
Ово насеље је великим делом насељено Србима (према попису из 2002. године), а у последња три пописа, примећен је пад у броју становника.
|  |

| Демографија | Демографија | Демографија |
| Година      | Становника  | Становника  |
| ----------- | ----------- | ----------- |
| 1948.       | 119         |             |
| 1953.       | 130         |             |
| 1961.       | 119         |             |
| 1971.       | 556         |             |
| 1981.       | 445         |             |
| 1991.       | 329         | 329         |
| 2002.       | 216         | 218         |
| 2011.       | 172         |             |
| 2022.       | 74          |             |

| Етнички састав према попису из 2002.‍ | Етнички састав према попису из 2002.‍ | Етнички састав према попису из 2002.‍ | Етнички састав према попису из 2002.‍ | Етнички састав према попису из 2002.‍ |
| ------------------------------------ | ------------------------------------ | ------------------------------------ | ------------------------------------ | ------------------------------------ |
|                                      |                                      |                                      |                                      |                                      |
| Срби                                 | Срби                                 |                                      | 208                                  | 96,29%                               |
| Роми                                 | Роми                                 |                                      | 6                                    | 2,77%                                |
| непознато                            | непознато                            |                                      | 2                                    | 0,92%                                |

| Година пописа     | 1948. | 1953. | 1961. | 1971. | 1981. | 1991. | 2002. |
| ----------------- | ----- | ----- | ----- | ----- | ----- | ----- | ----- |
| Број домаћинстава | 20    | 21    | 26    | 138   | 129   | 134   | 98    |

| Број чланова      | 1  | 2  | 3  | 4 | 5 | 6 | 7 | 8 | 9 | 10 и више | Просек |
| ----------------- | -- | -- | -- | - | - | - | - | - | - | --------- | ------ |
| Број домаћинстава | 24 | 48 | 16 | 5 | 3 | 1 | 1 | 0 | 0 | 0         | 2,20   |

| Пол    | Укупно | Неожењен/Неудата | Ожењен/Удата | Удовац/Удовица | Разведен/Разведена | Непознато |
| ------ | ------ | ---------------- | ------------ | -------------- | ------------------ | --------- |
| Мушки  | 109    | 26               | 67           | 13             | 3                  | 0         |
| Женски | 97     | 1                | 64           | 26             | 1                  | 5         |
| УКУПНО | 206    | 27               | 131          | 39             | 4                  | 5         |

| Пол    | Укупно                    | Пољопривреда, лов и шумарство | Рибарство                            | Вађење руде и камена | Прерађивачка индустрија       |
| ------ | ------------------------- | ----------------------------- | ------------------------------------ | -------------------- | ----------------------------- |
| Мушки  | 62                        | 39                            | 0                                    | 0                    | 4                             |
| Женски | 22                        | 22                            | 0                                    | 0                    | 0                             |
| УКУПНО | 84                        | 61                            | 0                                    | 0                    | 4                             |
| Пол    | Производња и снабдевање   | Грађевинарство                | Трговина                             | Хотели и ресторани   | Саобраћај, складиштење и везе |
| Мушки  | 0                         | 9                             | 1                                    | 1                    | 1                             |
| Женски | 0                         | 0                             | 0                                    | 0                    | 0                             |
| УКУПНО | 0                         | 9                             | 1                                    | 1                    | 1                             |
| Пол    | Финансијско посредовање   | Некретнине                    | Државна управа и одбрана             | Образовање           | Здравствени и социјални рад   |
| Мушки  | 0                         | 0                             | 2                                    | 0                    | 0                             |
| Женски | 0                         | 0                             | 0                                    | 0                    | 0                             |
| УКУПНО | 0                         | 0                             | 2                                    | 0                    | 0                             |
| Пол    | Остале услужне активности | Приватна домаћинства          | Екстериторијалне организације и тела | Непознато            | Непознато                     |
| Мушки  | 0                         | 0                             | 0                                    | 5                    | 5                             |
| Женски | 0                         | 0                             | 0                                    | 0                    | 0                             |
| УКУПНО | 0                         | 0                             | 0                                    | 5                    | 5                             |